# Соціопат
Соціопат — різновид психопата, патологія поведінки якого лежить виключно у сфері соціальної поведінки, індивід з клінічною нездатністю до соціальної адаптації. Термін, як і діагноз соціопатія, використовується у практиці головним чином європейськими та американськими психіатрами.
Соціопатів у суспільстві дуже легко розпізнати, завдяки яскраво вираженим рисам характеру. Такі люди схильні до компульсивної (постійної) брехні та частих маніпуляцій оточуючими, імпульсивністю, схильністю до крадіжок, відсутністю обачності, страху. У всіх соціопатів прослідковується схильність до набуття залежності від алкогольних та/або наркотичних речовин. Для них не існує моральних установ. Їх дуже легко розгнівати невинною для простої людини фразою чи дією, агресія проявляється бурхливо та нестримно, тому у спілкуванні із соціопатами краще поводитись обережно. На відміну від психопатів, вони не схильні до ретельного планування, прояву далекоглядності, плануванні складно досяжних цілей. За даними психологічних досліджень, що проводились в виправних закладах США, в різні періоди, більше 70 % ув'язнених є соціопатами. Також спостерігається тотальна неспроможність соціопатів робити висновки щодо набутого ними досвіду з отриманого і відбутого покарання. Соціопатія — це один з розладів особистості, і не є діагнозом, оскільки Соціопатія не увійшла до міжнародної класифікації хвороб. Соціопатію останнім часом класифікують як вторинну психопатію, оскільки на відміну від психопатії, за допомогою МРТ не виявляється вроджена вада центральної нервової системи.

## Основні риси соціопата
Основні риси соціопата — це дефіцит соціальних емоцій, таких як любов, почуття провини, сорому, або докори сумління. Згідно з дослідженнями університету Теннессі, соціопати «страждають» від нестачі «почуття моральної відповідальності та соціальної совісті». Дослідження в області психіатрії показують, що вони властиві в основному, так званим «асоціальним особистостям», причому настільки, що, здається, вони без них вже просто не можуть жити, настільки вкоренилися, що стали мало не рисою характеру.
У соціопата немає системи цінностей, а до людського життя він ставиться з повною зневагою, навіть з огидою і затятим цинізмом. Свою потребу він прагне задовольнити за будь-яку ціну, хай навіть для досягнення своєї мети йому доведеться «піти по трупах», не визнаючи жодних законів. При цьому соціопат абсолютно не відчуває почуття каяття або провини за свої вчинки, оскільки у нього, на думку американського психолога Роберта Гейра, відсутня совість. Будь-який же докір з боку, будь-яка вказівка на помилковість дій соціопата, будь-яка критика чи засудження його дій — і він «вибухає», впадаючи в стан нестримної агресії. І чим далі прогресує захворювання, тим твердіше хворий переконується, що чинить він — правильно, і все частіше перебуває з оточенням у стані непримиренної війни, і все частіше виникає у нього агресивний стан.

## Типи соціопатів
- Латентний соціопат — більшу частину часу може поводити цілком пристойно. Він здатний приймати керівництво зовнішнього авторитету, до прикладу, релігії чи закону, або прив'язуватися час від часу до якоїсь більш сильної особистості, яку розглядає як ідеал (доктрина — замість совісті). Наочні приклади латентних соціопатів — псевдохристияни (фарисеї)[джерело?] , які дискримінують інших людей, а також юристи без етичного принципу[джерело?] .

- Активні соціопати — позбавлені внутрішніх і зовнішніх гальм, але здатні надягати маску доброчесності в окремих випадках. Тільки-но такі індивіди опиняються поза досяжністю авторитетних особистостей, які вимагають від них хорошої поведінки, вони відразу ж перестають себе стримувати.[3]